# Zonitis minutissima
Zonitis minutissima là một loài bọ cánh cứng trong họ Meloidae. Loài này được Pinto miêu tả khoa học năm 2001.